# 石巻3人殺傷事件
石巻3人殺傷事件（いしのまきさんにんさっしょうじけん）とは、2010年（平成22年）2月10日、宮城県石巻市清水町一丁目の民家で発生した殺人事件（少年犯罪）。
少年CY（事件当時18歳）が、かつて交際していた少女X1（当時18歳）の家に押し入り、X1の姉である女性X2（当時20歳）と、X1の元同級生である女子高生Y（当時18歳）の2人を包丁で刺殺し、X2の友人である男性Z（当時20歳）も刺して重傷を負わせ、X1を現場から連れ去った。
CYは裁判員裁判で死刑判決を受け、控訴・上告も棄却されたことにより、2016年（平成28年）に死刑が確定。裁判員制度が2009年（平成21年）に導入されて以降、初の少年死刑囚となった。

## 事件の経緯
本事件の犯人である少年死刑囚C・Y（以下「CY」と表記）は1991年（平成3年）7月2日に生まれた。CYは事件当時18歳の解体工で、石巻市南浜町三丁目に在住していた。
現場の家（石巻市清水町一丁目）は事件当時、女性ばかりの5人暮らしで、CYの元交際相手である少女X1（当時18歳）と、X1の姉である女性X2（当時20歳）、X2・X1姉妹の母親である女性X3（当時46歳）、X3の母親（X2・X1姉妹の祖母）である女性X4（当時73歳）、そしてCYとX1との間に2009年（平成21年）10月に誕生していた女児X5が暮らしていた。また事件当時は、X1と中学校で同級生だった少女Y（当時18歳：石巻市立女子商業高校3年生）と、X2の友人である男性Z（当時20歳）も現場の家にいた。
CYは2010年2月4日と翌5日、X1の祖母宅（宮城県東松島市）で、X1を鉄の棒などで何度も殴り、火のついたたばこを額に押しつける暴行を加え、全治1か月の怪我をさせた。
2010年2月10日6時40分ごろ、CYは東松島市の少年甲（当時17歳：無職）を共犯に押し立てようとしたが、甲が結局拒んだため、1人で石巻市内にあるX1の実家に押し入り、2階で寝ていたX1を起こそうと思いX1の左脚を牛刀（刃体の長さ約18 cm）で切りつけて全治1週間の軽傷を負わせ、同じく寝ていたX2とYの2人の胸部・腹部を複数回刺して殺害した。さらに、その場にいたZの右胸も刺し、全治3週間の重傷を負わせた。CYとX1の間に生まれていた娘（当時：生後4か月）は無事だった。その後、3人を目の前で殺傷されて恐怖に怯えるX1に対し、「行くぞ」と声をかけてから腕を引っぱり、「嫌だ」と叫ぶX1を無理矢理車に乗せて現場から連れ去った。事件後、Zが119番通報した。
事件発生を受け、宮城県警察は石巻警察署に捜査本部を設置。加害少年2人（CY・甲）は、途中で車を乗り換えて逃走したが、同日13時ごろ、同市内の友人宅で身柄を確保され、県警捜査一課と石巻署により、未成年者略取と監禁の現行犯で逮捕された。X1は保護された。同年3月4日、石巻署捜査本部は少年2人を、民家に侵入し女性2名 (X2・Y) を刺殺、男性Zに重傷を負わせたとして、殺人・殺人未遂などの容疑で再逮捕した。

## 背景

### 少年CYと少女X1
CYと少女X1は2008年（平成20年）8月ごろから交際しており、2人の間には子供 (X5) もいた。しかしX1はCYから度重なる暴力を受けており、宮城県警や家族に何度も相談していた。X1は娘X5と共に実家に身を寄せ、破局後も「CYにつきまとわれている」と警察に相談していたが、仕返しを怖れて被害届を出せずにいた。事件発生の前日、復縁を迫るCYはX1の実家に押しかけるが、X1の姉X2に通報され、パトカーが駆けつける騒ぎとなっていた。またCYは犯行当時、実母に対する暴行で保護観察中だった。

### 少女X1の姉X2と知人ら
X1からの相談を受けたX2は、CYに暴力をやめるよう何度も注意していた。「妹が元交際相手とトラブルになっている」とアルバイト先でも話していたという。X2は事件前日、自宅に来たCYをX1に取り次がず、警察に通報する。CYは犯行前に「X1との交際に反対するX2が邪魔だ。殺してやる。」と友人に話しており、X2らが自分とX1との仲を引き裂こうとしていると思い込んだ末、X2への強い殺意を抱いたとされる。刺殺された女子高生YはX1の中学時代の同級生で、大学への入学を目前に控えていた矢先だった。重傷を負った男性ZはX2の知人で、たまたま居合わせ寝込みを襲われた。

### 警察の対応
石巻警察署はX1から12回に渡って相談を受ける中、CYに対し、X1に近づかないよう2回直接警告をしていた。事件前日、X1方からの通報により駆けつけるもCYは既に立ち去っていた。そのためX1を署に同行し、診断書と被害届を出すようにと説得。10日に提出させる予定だった。

### CYと甲
従犯である甲はCYから子分扱いされており、「『逃げたら殺す。家族がどうなってもいいのか』と脅された」と複数の知人に話していた。凶器の調達も含め、今回の事件についてすべて甲の犯行とするよう命令されていたという。後に甲は「CYと一緒にいた時が、人生で一番つらい時期だった」と証言している。

## 裁判

### CY
2010年4月30日、CYは仙台地方検察庁により殺人、殺人未遂などの罪で起訴された。更生可能性の評価と、少年の死刑適用の可否が焦点となっていた。
「殺害を事前に計画し、強固な殺意があった」とする検察側の主張に対し、弁護側は弁護団を結成して「殺意は突発的に生じた」と主張。殺意の発生時期や程度が争点の一つとなった。胸を刺され重傷を負った男性は「CYは『全員ぶっ殺す』と言い、次々に刺していった」と証言。また、甲（殺人・殺人未遂のほう助罪で起訴。後述）は、自分が実行犯役となるようCYに命令されていたと証言した。CYは甲に凶器の万引きや刺し方などを指示したり、「皮手袋をすれば指紋が出ず完全犯罪だ」とも言ったという。しかし直前になり甲が実行犯役を拒むと、CYは「おれがやる」と言い犯行に及ぶが、凶器に甲の指紋を付けさせた上に甲が犯行を行ったという証拠を完全なものに仕立て上げる為に、甲の衣服を奪って返り血対策を兼ねて着用するなど、様々な隠蔽を図っていたことも明らかになっている。逮捕当初も犯行を供述する甲に対し、CYは「おれは関係ない」と容疑を真っ向から否認していた。さらにCYは実母への暴力で家裁で少年審判を受けた経験があり、犯行後「『泣いたり、父親がいない家庭事情を話すと、裁判官の同情が買える』と話していた」とも証言された。検察側は「犯行は身勝手かつ残虐で、罪を他人に擦り付けて逃れようとするなど計画的であり、更生の余地は無い」として死刑を求刑し、弁護団側は「少年である事と家庭の事情を酌むべきであり、主治医の診断結果からも更生の可能性は十分にあり、極刑は不当である」として保護処分を求めた。
第一審判決（仙台地方裁判所）
2010年11月25日、仙台地方裁判所第1刑事部で判決公判が開かれ、鈴木信行裁判長は事件の残虐性や身勝手さを指摘し、「犯行態様や結果の重大性から考えれば、この点（少年の家庭の事情）を量刑上考慮することは相当ではない」「（犯行時に少年であることが）死刑を回避する決定的な事情であるとまではいえない」として、求刑通り少年CYに死刑を言い渡した。
日本の裁判員裁判で被告に死刑が言い渡されたのは、横浜港バラバラ殺人事件（判決日は同年11月16日）に次ぎ2例目であり、少年が被告人の裁判員裁判では初のケースとなった。また少年に対する死刑判決は、1999年に起きた光市母子殺害事件の差し戻し控訴審（2008年）以来で、通常の少年事件とは異なり加害少年の生育記録などが重視されない異例の判決であったため議論を呼んだ。
なお、この判決に少年側弁護団の一人、藤田祐子弁護士が記者会見で怒りを露わにしながら「大変残念な判決だ。本人に会って話をしたところ、 判決を受け入れたいと言っていたが、弁護人としては考え直して控訴を検討するよう話した」と述べ、更に「集中審理の中で少年の心情の変化がほんとうに裁判員に理解してもらえるのか、 限界のようなものを感じた。今後、同じような少年事件で、本人のほんとうの心情が理解される前に判決が出されることを懸念している」と話し、終始、怒り心頭の様子であったと言う。弁護団はその後、控訴に消極的だったCYを説得して同意させ、2010年12月6日、事実誤認及び量刑不当を理由に判決を不服として仙台高等裁判所に控訴した。
控訴について弁護団は「少年は、死刑を受け入れて死ぬことだけが償いではなく、生きて被害者に対して謝罪の気持ちを持ち続けることも1つの方法ではないかという気持ちになったようだ」と控訴理由を説明したが、控訴の知らせを聞いた被害男性は「生きて償うとはどういう事なのか分からない」と少年と弁護団を真っ向から批判した。
控訴審判決（仙台高等裁判所）
仙台高等裁判所における控訴審は2011年（平成23年）11月1日に初公判が開かれ、2013年（平成25年）11月21日の公判で結審した。
一審判決の控訴から3年を経た2014年（平成26年）1月31日、仙台高裁（飯渕進裁判長）は一審の死刑判決を支持し、弁護側の控訴を棄却する判決を宣告した。これに対し、弁護団側は「原審資料に偏った認定をしている」との理由から、同日中に最高裁判所へ上告した。
上告審（最高裁）
CYの弁護団は2015年（平成27年）3月30日までに、原判決には事実誤認と量刑不当があり、破棄しなければ著しく正義に反するとする内容の上告趣意書を最高裁へ提出した。
上告審口頭弁論公判は2016年4月25日、最高裁判所第一小法廷（大谷直人裁判長）で開かれた。弁護側は「未成熟な人間性を背景にした衝動的犯行。精神状態の審理が足りない」として死刑判決の破棄を主張し、検察側は上告棄却を求めて結審した。
上告審の判決期日は当初、6月9日に指定されたが、後に「主任弁護人が出廷できないので期日変更を申し立てた」弁護人の申し立てを認めて6月16日に延期された。
2016年6月16日、最高裁第1小法廷は死刑とした一・二審判決を支持し、被告人CYの上告を棄却する判決を言い渡したため、死刑判決が確定することとなった。裁判員裁判で死刑判決が言い渡された少年事件で死刑判決が確定するのは史上初である。
事件当時少年だった被告人に対する最高裁の死刑判決は2012年の光市母子殺害事件の元少年以来であり、平成の少年事件では市川一家4人殺害事件（1人）、大阪・愛知・岐阜連続リンチ殺人事件（3人）、光市母子殺害事件（1人）に続き4件目の死刑確定、計6人目の少年死刑囚となった。なお、第一審・控訴審・上告審と一貫して死刑判決が支持され、確定に至ったのは市川一家4人殺害事件以来、永山則夫連続射殺事件以降及び平成の少年事件では2件目である。
東北地方の裁判員裁判で言い渡された第一審死刑判決が確定するのは会津美里町夫婦殺害事件以来2件目である。弁護人は「CYは死刑判決自体には不満はないが、事実と異なることが認定されていることは受け入れられない」として、2016年6月27日付で最高裁第1小法廷に判決の訂正を申し入れた。しかし申し立ては2016年6月29日付決定で棄却され、死刑判決が正式に確定した。

### 従犯甲
2010年4月19日、仙台家庭裁判所で行われた少年審判で「殺人行為そのものを阻止したり犯行から離脱したりする機会は何度もあった」として、家裁は刑事処分相当と判断。28日、仙台地方検察庁は少年甲を殺人ほう助などの罪で起訴。初公判は同年12月13日に行われた。甲は起訴内容及び罪状を全て認めたため、即日結審。同17日、仙台地方裁判所は懲役3年以上6年以下の不定期刑を言い渡した。控訴期限までに検察・弁護側共に控訴しなかったため、2011年1月5日をもって判決が確定した。

## 不当な証人テストの疑い
CYの裁判の過程で、共犯者とされ検察側の証人となっている少年甲に対し検事が事前に「（CYの犯行は）計画的だった」と証言するよう迫る、いわゆる不当な証人テストを行っていた疑いが浮上している。証人テストは、録音や録画の対象となる取調とは異なるため、証言が検察側に有利になるよう誘導される危険性が指摘されている。第一審の公判で「被害者宅に行った際、CYは最初から殺害目的だった」と証言していたが、再び証人出廷した控訴審で「本当は、CYは殺害までは考えていなかった」と証言を覆している。少年甲によると、取り調べで捜査官に「被害者のことを考えろ」と言われ、第一審までは本当のことが言えなかったという。2017年12月18日にCYの再審請求が提出された際、甲が被害者に宛てた、事件に計画性が無い旨を記した手紙が、新証拠として添えられている。

## 死刑確定後
2021年（令和3年）9月20日時点で、CYは死刑囚（死刑確定者）として、宮城刑務所仙台拘置支所に収監（収容）されている。
2017年12月18日付で、CYの弁護団は仙台地裁に再審請求書を提出し、同年12月20日に記者会見で発表した。
再審請求理由で、弁護団は「殺人罪以外の未成年者略取罪と傷害罪については無罪が妥当」と主張した。記者会見の際、弁護団・草場裕之弁護士は「死刑囚CYは死刑そのものを否定しているのではなく、『誤った事実認定のもとに死刑に処せられることが耐えられない』という趣旨の発言をしている」と説明した。しかし、仙台地裁は2018年（平成30年）12月に請求を棄却し、2020年（令和2年）11月には仙台高裁が死刑囚CYの即時抗告を棄却する決定を出した。CYは特別抗告したが、最高裁第三小法廷（渡邉惠理子裁判長）は2021年（令和3年）10月11日付で、特別抗告を棄却する決定を出した。
2018年4月29日、死刑制度に反対する任意団体「死刑廃止の会宮城」を中心とした実行委員会の主催の下、死刑制度の問題を考える集会が行われ、参加した市民ら約30人が「裁判員が死刑を判断するのは妥当か」などと議論を交わした。

## 実名報道
死刑確定判決により、「死刑の対象は明らかにすべき」「社会復帰の可能性が無くなった」「事件の重大性を考慮」などの理由で、読売新聞・朝日新聞・産経新聞・日本経済新聞・NHK・民放キー局などは匿名報道から実名報道に切り替えた。地元紙の河北新報も実名報道した。
一方、毎日新聞・東京新聞両紙は、「再審や恩赦の可能性が全く無くなったわけではない」として匿名報道を継続した。
なお、毎日・東京の両紙を含め、在京新聞社・テレビ局各社は、2017年に市川一家4人殺害事件の少年死刑囚の刑が執行された際、いずれも実名報道を行った。
犯罪被害者支援弁護士フォーラム事務局長の高橋正人弁護士は、加害者は実名で、被害者は匿名にしてほしい旨を述べていた。

## 事件を題材にした作品
ノンフィクション
- 片岡健『平成監獄面会記　重大殺人犯７人と１人のリアル』笠倉出版社、2019年。ISBN 4773089598。

漫画
- 漫画・塚原洋一、原作・片岡健『マンガ 「獄中面会物語」』笠倉出版社、2019年。ISBN 4773072202。